# 存款保險

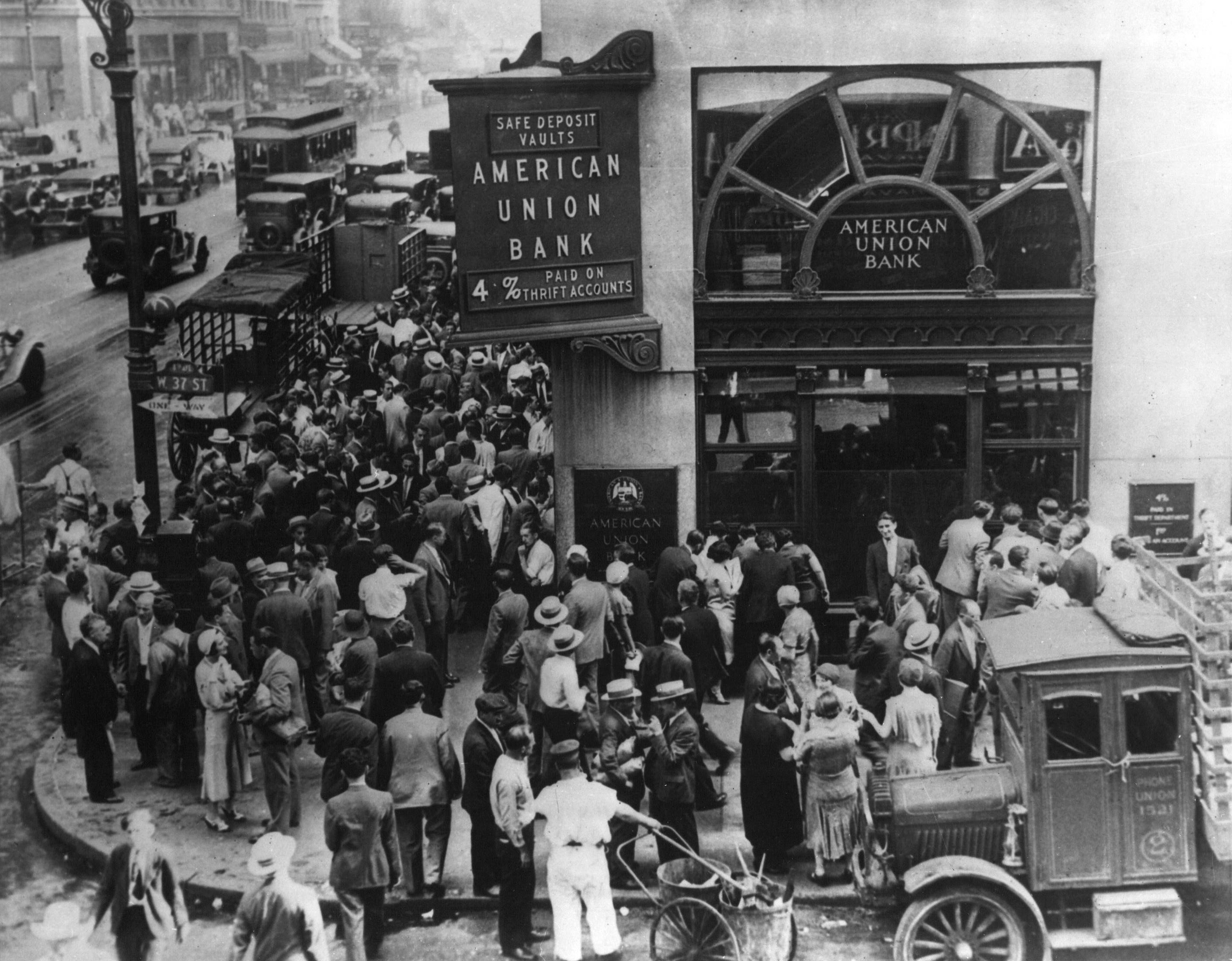
經濟大蕭條時期，發生銀行擠兌的經驗，導致美國開始推行的存款保險制度。

存款保險，或稱存款保障，為各地政府為了穩定金融秩序之安定，保障存款人權益、而成立的一種以針對銀行等金融業為加保人的保險制度。主要是當金融業發生擠兌或破產等危機時，對於存款戶提供一定額度的存款保障。

## 存款保險種類
- 存款保險限額

目前世界各地有實施存款保險的地方，大多採用此方式，以限制額度的保障方式，保障大多數存款人的權益。
- 全額保障

有時候，為了避免骨牌效應，而導致系統性的金融危機，而會對於銀行與銀行間的存款或同業拆借，採取暫時性的全額保障的方式。

## 各地情況

### 美國
美國是世界上第一個建立正式的存款保險的國家，起源于1934年美國經濟大蕭條時期的銀行危機。由美國聯邦存款保險公司负责业务。
普通賬戶保額於2008年由原本十萬美元提升至25萬美元，個人退休賬戶（簡稱IRA）最高保額為25萬美元。

### 印度
印度是世界上第二個建立正式的存款保險的國家，於1962年建立。

### 加拿大
加拿大於1967年建立了自己的存款保險公司。它類似於美國聯邦存款保險公司。

### 日本
日本存款保险公司于1971年在东京成立，承担日本的存款保险功能。最高保額為1,000萬。

### 台灣
- 1983年，財政部與中央銀行邀集金融業代表擬訂「存款保險條例草案」。
- 1984年7月5日，《存款保險條例草案》報經行政院院會決議通過，函請立法院審議。
- 1984年12月24日，立法院三讀通過《存款保險條例草案》，全文26條。
- 1985年1月9日，中華民國總統蔣經國發布總統令，制定公布《存款保險條例》。
- 隨後台北十信、國泰信託投資公司、亞洲信託投資公司、華僑信託投資公司等金融機構陸續發生存款人擠兌事件，危及金融穩定與可持續性。
- 1985年9月27日，財政部與中央銀行共同出資設立中央存款保險公司，專責辦理存款保險，採自由投保方式，最高保額新台幣 100 萬元。[1]
- 1999年1月，為了穩定金融秩序，修正《存款保險條例》，存款保險投保方式改採全面投保。
- 2005年1月，為控制與限縮中央存保之承保風險（避免惡意掏空中央存保），存款保險投保方式改採強制申請核准制。
- 2007年7月1日，存款人最高保額由新臺幣100萬元提高為新臺幣150萬元。[1]
- 2008年10月7日，金融監督管理委員會 宣佈，即日起至2009年12月31日止，中央存保對要保機構每一存款人最高保額由新臺幣150萬元提高為新臺幣300萬元。
- 2011年1月1日，存款保險最高保額恢復為新臺幣300萬元。[2]

### 中國大陸
中华人民共和国对个人存款以国家信用和中央财政作为背书，中国公民无需担心因金融系统的风险而使自己的储蓄无法承兑。
2013年1月11日召开的2013年中国人民银行工作会议提出，存款保险制度将是本年度三项改革重点内容之一，并争取在年内正式实行，填补中国在这方面的空白。
2015年5月1日，實施存款保險制度，賠付上限定在50萬元人民幣。適用於中國境內的本地商業銀行、農村合作銀行、農村信用合作社等吸收存款的銀行業金融機構，但不包括這些機構在中國境外的分支機構。此外，外國銀行在中國境內設立的分支機構也不適用於該存款保險制度。
在中国人民银行宣布接管包商银行同日，2019年5月24日，存款保险基金管理有限公司注册成立，注册资本金100亿元人民币，中国人民银行金融稳定局副局长黄晓龙出任法定代表人、经理、执行董事，监事则由该局存款保险制度处处长欧阳昌担任。
2020年11月28日起，中国人民银行授权的商业银行、农村信用合作社等金融机构將启用存款保险标识。

### 香港
2006年，根據《存款保障計劃條例》成立獨立法定機構「香港存款保障委員會」，負責管理香港「存款保障計劃」的運作。
初時的存款保障計劃補償上限為10萬港元。2008年10月，政府宣布動用外匯基金儲備，為香港的銀行提供全數的存款保障金額，有效期至2010年12月31日，屆滿後就將補償上限就放寬至50萬港元。由2024年10月1日起，存款保障計劃補償上限增至80萬港元。

### 澳門
2012年6月5日，澳門特別行政區立法會通過第9/2012號法律，規範存款保障制度，並於6月29日由行政長官崔世安命令公佈，自公佈後滿九十日起生效。由2024年10月1日起，澳門存款保障額度由起初制定時的50萬澳門元提升至80萬澳門元。

## 相關研究論文
- Research and Guidance Committee(2006), "General Guidance to Promote Effective Interrelationships among Financial Safety Net Participants", IADI,  2006年1月
- Research and Guidance Committee(2005), "General Guidance for the Resolution of Bank Failures", IADI, 2005年12月
- Research and Guidance Committee(2005), "General Guidance for Developing Differential Premium Systems", IADI, 2005年2月
- Asli Demirguc-Kunt, Baybars Karacaovali, Luc Laeven (2005), "Deposit Insurance Around the World: A Comprehensive Database"（页面存档备份，存于）, World Bank Policy Research Working Paper 3628,  2005年6月
- Working Group on Deposit Insurance (2001), "Guidance for Developing Effective Deposit Insurance Systems", Financial Stability Forum, 2001年9月
- Working Group on Deposit Insurance (2001), "Volume II: Guidance for Developing Effective Deposit Insurance Systems", Financial Stability Forum, 2001年9月

## 外部連結
國際組織
- International Association of Deposit Insurers（页面存档备份，存于） (IADI)

批評
- (PDF).   [2008-10-30]. （原始内容存档 (PDF)于2020-12-19） （英语）.